# Wundschutzcreme

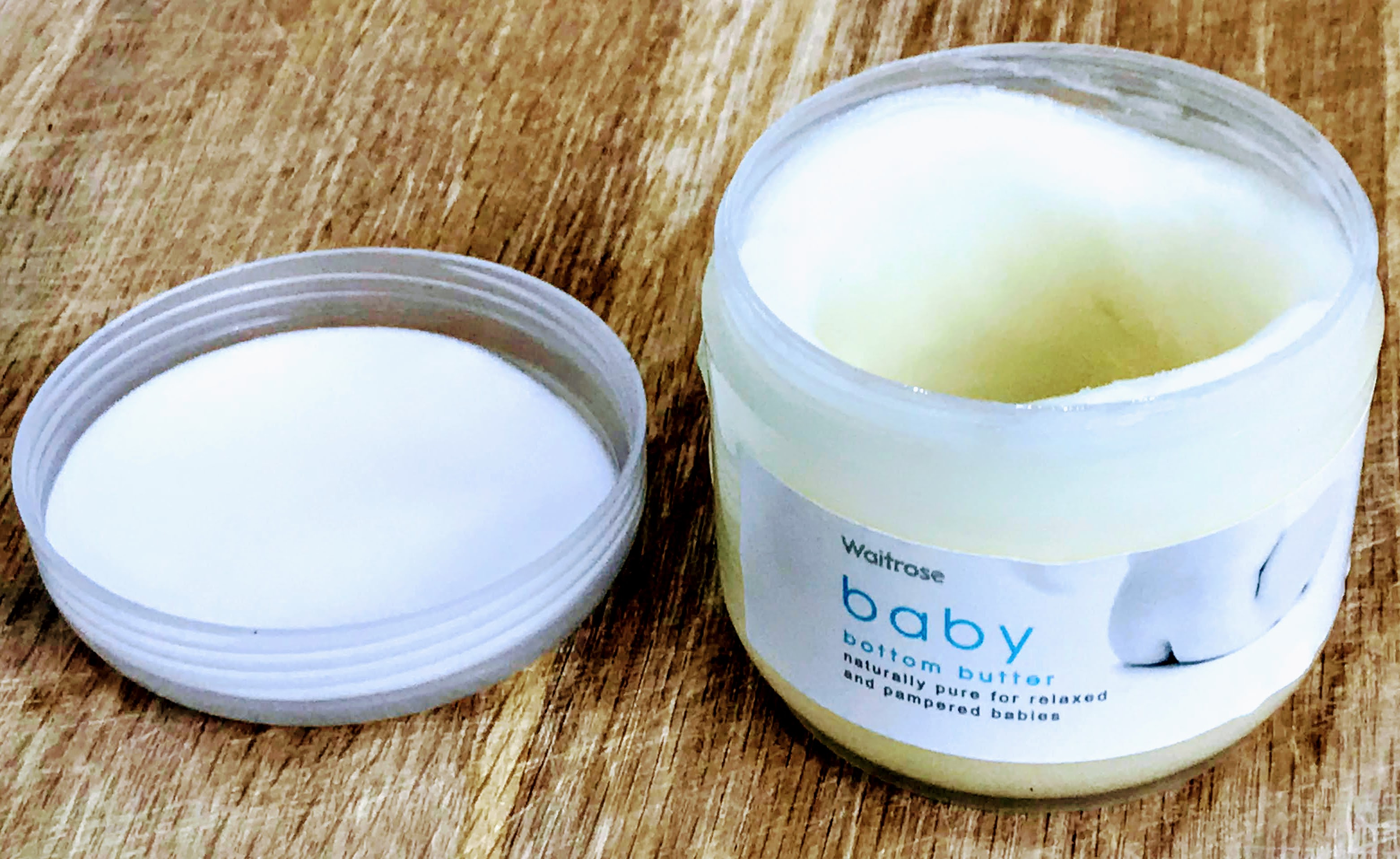
Wundschutzcreme zur Pflege des Windelbereiches von Säuglingen

Wundschutzcreme ist eine Hautcreme oder ein Hautpflegeprodukt für Säuglinge und wirkt gegen entzündliche Hautkrankheiten.

## Anwendung
Wundschutzcreme wird vor allem im Windelbereich bei Säuglingen, aber auch bei entzündlichen Hautkrankheiten in Körperbereichen mit hohem Feuchtigkeitsgehalt eingesetzt, wie zum Beispiel Achseln oder Mundwinkel.

## Inhaltsstoffe

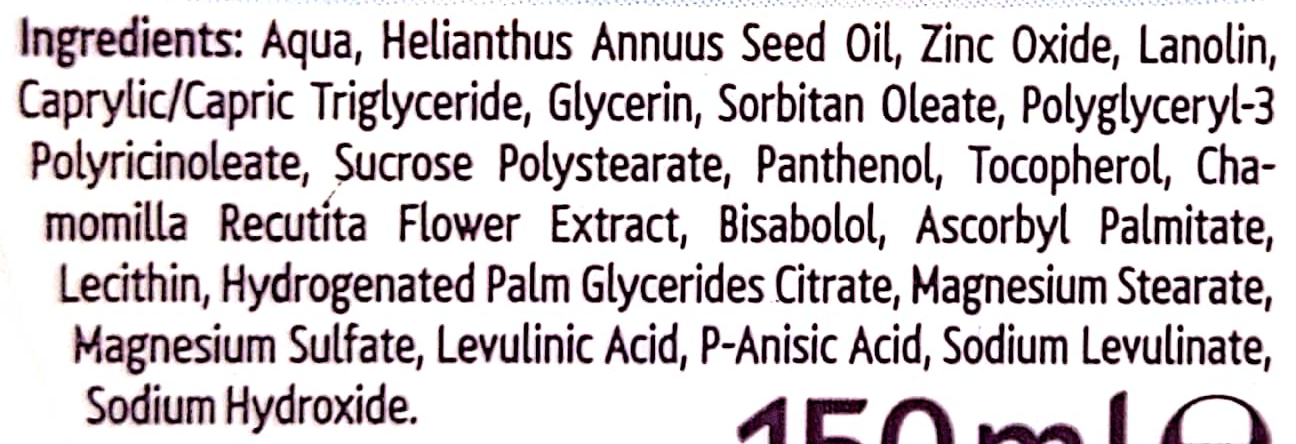
INCI-konforme Angabe der Inhaltsstoffe (2)

Je nach Rezeptur können Wundschutzcremes unterschiedlichen zusammengesetzt sein.
Typischer Hauptbestandteil von Wundschutzcreme ist Zinkoxid. Zusätzlich können Carotinoide, Talcum, Panthenol, Lebertran, Mandelöl und Sesamöl enthalten sein.

## Wirkung

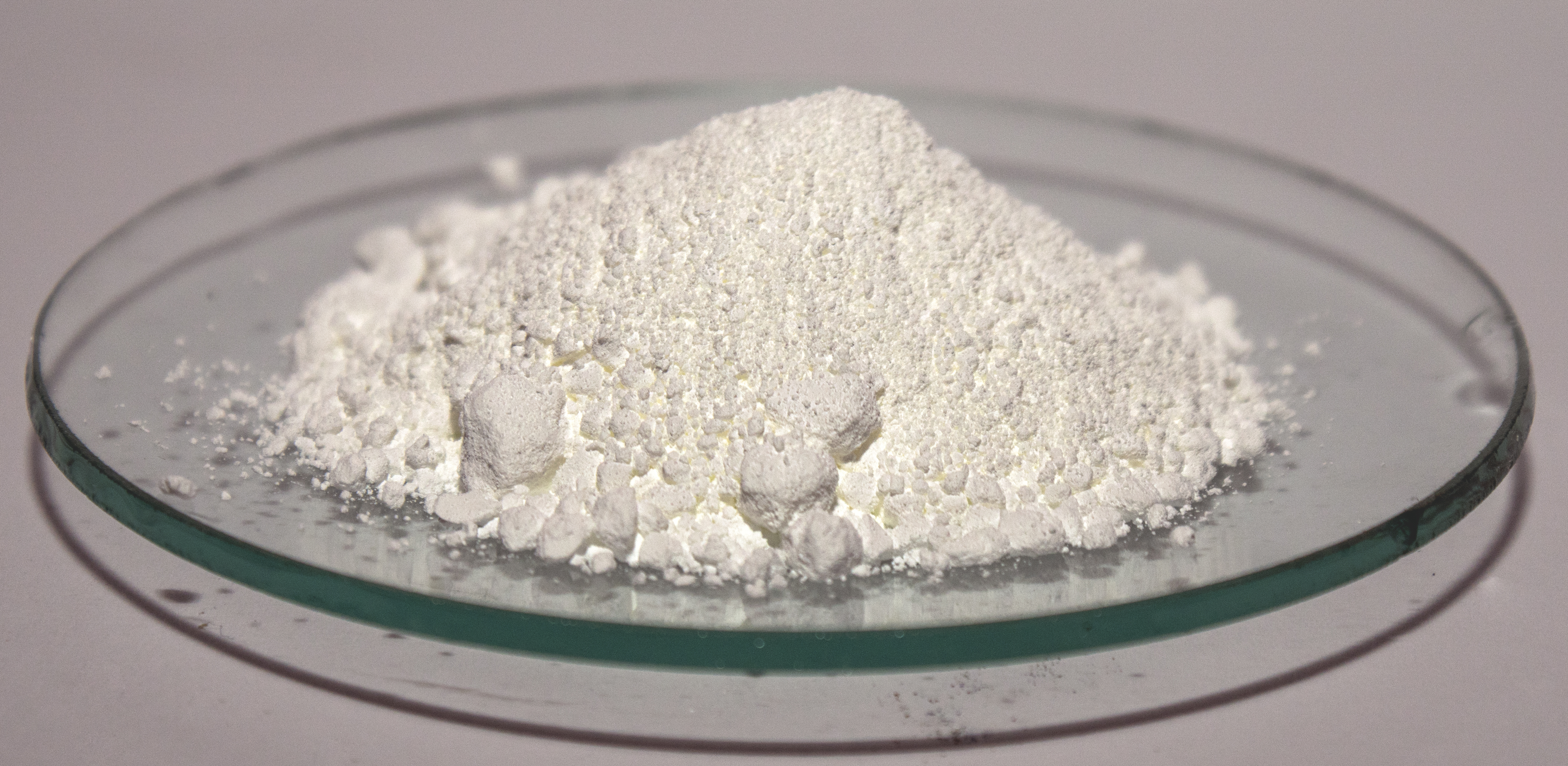
Zinkoxid ist ein Hauptbestandteil von Wundschutzcreme.

Die Hautstruktur von Babys ist dünn und muss ihre Widerstandskraft erst heranbilden. Die Wirkstoffe der Wundschutzcreme bekämpfen Entzündungsprozesse und fördern die Bildung von neuem Gewebe. Ihre Carotinoide stärken die Haut außerdem gegen äußere Einflüsse. Durch Anwendung einer Wundschutzcreme wird dem Wundwerden vorgebeugt und gereizte und gerötete Haut wird gepflegt.
Säuglinge, die eine Pflege mit Wundschutzcreme erhalten, weisen höhere pH-Werte in der Windelregion im Vergleich zur Haut außerhalb der Windelregion auf. Zusätzlich lässt sich der Feuchtigkeitsgehalt im Windelbereich senken, sodass der Stratum-corneum-Hydratations-Wert sinkt.

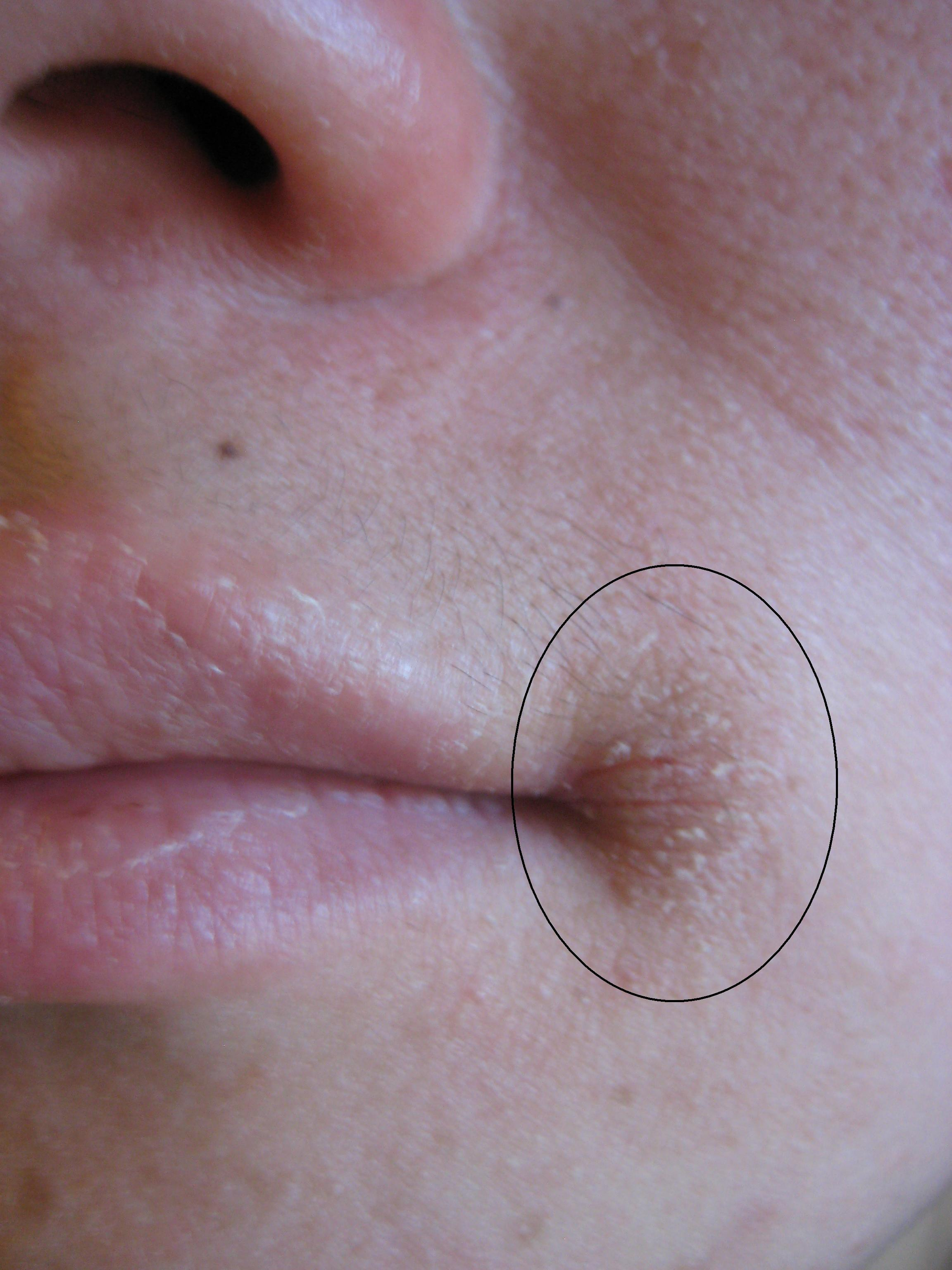
Wundschutzcreme wird bei entzündeten Mundwinkeln eingesetzt.

Durch die Anwendung einer Wundschutzcreme kann der Transepidermale Wasserverlust in der Windelregion sinken. Dieser Abfall des Transepidermalen Wasserverlustes und des Stratum-corneum-Hydratations-Wertes kann möglicherweise auf die Wirkung des Zinkoxids der Wundschutzcreme zurückgeführt werden. Zinkoxid hat eine austrocknende Wirkung auf die oberste Schicht der Epidermis.
Wird die Wundschutzcreme bei entzündlichen Hautkrankheiten eingesetzt, stellt die austrocknende Wirkung einen wichtigen Teil der Therapie dar. Ist die Haut von Hefepilzen besiedelt, die sich nur in einem feuchten Milieu gut vermehren, geht die Pilzbesiedlung durch Austrocknung der Haut zurück und die Haut kann abheilen.